# Episodi di Vicini troppo vicini (seconda stagione)
La seconda stagione della serie televisiva Vicini troppo vicini è stata trasmessa in anteprima negli Stati Uniti d'America dalla ABC tra il 13 ottobre 1981 e l'11 maggio 1982.
| nº | Titolo originale                      | Titolo italiano | Prima TV USA     | Prima TV Italia |
| -- | ------------------------------------- | --------------- | ---------------- | --------------- |
| 1  | Guess Who's Coming to Burp?           |                 | 13 ottobre 1981  |                 |
| 2  | Your Guest Is as Good as Mine         |                 | 27 ottobre 1981  |                 |
| 3  | Who's Sara Now?                       |                 | 3 novembre 1981  |                 |
| 4  | The Prince and the Frog               |                 | 10 novembre 1981 |                 |
| 5  | What's Our Rush?                      |                 | 17 novembre 1981 |                 |
| 6  | Rafkin's Bum                          |                 | 24 novembre 1981 |                 |
| 7  | Where There's a Will                  |                 | 1º dicembre 1981 |                 |
| 8  | The Remaking of Monroe                |                 | 8 dicembre 1981  |                 |
| 9  | When the Bough Breaks                 |                 | 15 dicembre 1981 |                 |
| 10 | Cop-Out                               |                 | 5 gennaio 1982   |                 |
| 11 | April and September                   |                 | 12 gennaio 1982  |                 |
| 12 | A Fan for Henry                       |                 | 19 gennaio 1982  |                 |
| 13 | Brotherly Hate                        |                 | 2 febbraio 1982  |                 |
| 14 | Charlie's Last Hurrah                 |                 | 9 febbraio 1982  |                 |
| 15 | The Last Weekend                      |                 | 16 febbraio 1982 |                 |
| 16 | My Unfavorite Martin                  |                 | 23 febbraio 1982 |                 |
| 17 | Seventh Month Blues                   |                 | 2 marzo 1982     |                 |
| 18 | As the Cookie Crumbles                |                 | 9 marzo 1982     |                 |
| 19 | Foreign Exchange                      |                 | 16 marzo 1982    |                 |
| 20 | A Matter of Degree                    |                 | 23 marzo 1982    |                 |
| 21 | A Policeman's Wife Is Not a Happy One |                 | 4 maggio 1982    |                 |
| 22 | Don't Shoot the Piano Movers          |                 | 11 maggio 1982   |                 |